# Katherine Arden
Katherine Arden, właśc. Katherine Burdine (ur. 1987 w Austin) – amerykańska pisarka.

## Życiorys
W młodości pracowała na plantacji kawy. Ukończyła studia w Rosji.
Oprócz ojczystego języka angielskiego posługuje się językami francuskim i rosyjskim.

## Książki
- The Bear and the Nightingale (2017)[3]
- The Girl in the Tower (2018)[2]
- Small Spaces (2019)[4]
- Dead Voices (2020)[5]
- Dark Waters (2021)[6]
- Empty Smiles (2023)[7]

## Nagrody i nominacje
- nominacja do Nagrody Locusa za najlepszą pierwszą powieść (2018)[8]
- nominacja do Vermont Book Award[9]
- nominacja do Nagrody Johna W. Campbella za najlepszy debiut (2018, 2019)[10]
- nominacja do Nagrody Hugo za najlepszy cykl (2020)[11]
- Vermont Golden Dome Book Award (2020)[12]